# Кучерук Микола Максимович
Микола Максимович Кучерук  (нар. 1 січня 1947 — пом. 11 липня 2013) — діяч у сфері  охорони культурної спадщини, академік Академії будівництва України, академік Української академії Архітектури, дійсний член Національної спілки архітекторів України, дійсний член Українського національного комітету ІКОМОС, член Комітету при Президентові України із Державної премії України в галузі архітектури, засновник щорічника «Архітектурна спадщина України».

## Хронологія життя
Трудову діяльність розпочав 1964 року у тресті «Азовстальбуд», будівельне управлінні №2 (м. Маріуполь, Донецька область).
Вища освіта — Київський інженерно-будівельний інститут, за фахом: архітектор (1971 р.).

Після закінчення — архітектор, а після демобілізації зі строкової військової служби — старший архітектор інституту «Діпроцивільпромбуд», Вінницька філія .
У 1974 —- головний архітектор Васильківського району Київської області.
1975—1982 — головний архітектор Києво–Святошинського району  Київської області.
Із вересня 1982 — головний архітектор Управління сільського будівництва центрального апарату Держбуду УРСР. Із травня 1988 — заступник начальника цього ж Управління.
Із вересня 1991 року — заступник начальника Управління житлово-цивільного будівництва Держбуду (Мінінвестбуду, Мінбудархітеткури України).
Із 1993 року Микола Максимович починає діяльність з охорони культурної спадщини України:
- з травня 1993 — начальник Управління охорони історичного середовища і реставрації пам'яток архітектури Мінбудархітектури,
- з липня 1994 — начальник Управління охорони і реставрації пам'яток містобудування і архітектури Держкоммістобудування України (у жовтні 1997 реорганізований у Держбуд України),
- з червня 2002 — начальник Управління реставрації і реконструкції історичної забудови Держбуду України,
- з 7 лютого 2003 — Голова Державної служби охорони культурної спадщини України,
- з вересня 2006 по квітень 2010 року — голова Державної служби з питань національної культурної спадщини.

Із 2010 року працював Головним Художником Національного Києво-Печерського історико-культурного заповідника
Сім'я - дружина - Кучерук Тетяна Василівна (викладач фортепіано, вчитель вищої категорії), донька - Нарожня-Кучерук Любов Миколаївна (архітектор-реставратор "УкрНДІпроектреставрація", заст начальника Управління реставрації та реконструкції Мінрегіонбуду), онуки - Нарожня-Кучерук Єлизавета Русланівна, Нарожній-Кучерук Василій Русланович, Нарожня-Кучерук Катерина Русланівна, Нарожній-Кучерук Григорій Русланович.
Помер Микола Максимович у Києві, 11 липня 2013 року.
12 липня 2013 року у Трапезній церкві преподобних Антонія і Феодосія Печерських Національного Києво-Печерського історико-культурного заповідника відбулося відспівування та прощання зі знаним пам'яткоохоронцем Миколою Кучеруком. 
Заупокійну панахиду очолив єпископ Бородянський Варсонофій, скарбничий Свято-Успенської Києво-Печерської лаври.
Похований на цвинтарі на території скиту на честь ікони "Богородиця Києво-Печерська" Свято-Успенської Києво-Печерської лаври (вулиця Ягідна) неподалік від Китаївської пустині.

## Законотворчість
Один із фундаторів становлення нормативно-правової бази сфери охорони культурної спадщини незалежної України[джерело?].
Під керівництвом і за безпосередньої участі розроблено низку Законів України[джерело?]:
- Про охорону культурної спадщини[1],
- Про основи містобудування[2],
- Про архітектурну діяльність[3],
- Про затвердження Загальнодержавної програми збереження та використання об'єктів культурної спадщини на 2004-2010 роки[4],
- Про внесення змін до Закону України «Про охорону культурної спадщини»[5],
- Про внесення змін до деяких законодавчих актів України  щодо охорони культурної спадщини[6].
- Про Перелік пам'яток культурної спадщини, що не підлягають приватизації»[7]

Брав безпосередню участь у розробці державних будівельних норм, реставраційних норм і правил та інших.

## Відтворення та реставрація
Член Комісії з питань відтворення видатних пам'яток історії та культури при Президентові України.
Член Українського національного комітету міжнародної ради з питань пам'яток і визначних місць  (ІКОМОС)
Брав безпосередню участь у реставрації та відтворенні численних об'єктів культурної спадщини, серед яких:
- Успенський собор Києво-Печерської лаври,
- архітектурний комплекс "Софії Київської",
- Михайлівський Золотоверхий собор
- об'єкти Національного історико-культурного заповідника «Гетьманська столиця» в Батурині,
- резиденція гетьманів України у Чигирині,
- Херсонесу Таврійського,
- Шевченківський національний заповідник,
- Національний заповідник «Хортиця»,
- Велика лаврська дзвіниця   та інші.

Працював у складі:
- Ради з питань створення Культурно-мистецького та музейного комплексу "Мистецький Арсенал"
- Робочої групи з питань спорудження Меморіалу пам'яті жертв голодоморів в Україні

## Теоретичні здобутки
Засновник щорічника «Архітектурна спадщини України», автор більше сорока статей з питань архітектури, містобудування, збереження архітектурної спадщини.

## Відзнаки та нагороди
Державний службовець 3 рангу, ІІ категорії.
Дійсний член Академії будівництва України, Української академії Архітектури, Національної спілки архітекторів України та член Комітету при Президентові України із Державної премії України в галузі архітектури.
Нагороди: 
- Медаль «В пам'ять 1500-річчя Києва»
- медаль «Ветеран праці»
- Почесне звання «Заслужений будівельник України»
- Почесна грамота Кабінету Міністрів України
- Почесна відзнака Міністерства культури і туризму України «За багаторічну плідну працю в галузі культури»

Має церковні нагороди за значний особистий внесок у збереження та реставрацію храмів України.

## Галерея